# Olympische Sommerspiele 2020/Schwimmen – 200 m Freistil (Frauen)
Der Schwimmwettkampf über 200 Meter Freistil der Frauen bei den Olympischen Spielen 2020 in Tokio wurde vom 26. bis zum 28. Juli 2021 im Tokyo Aquatics Centre ausgetragen.
Es fanden vier Vorläufe statt. Die 16 schnellsten Schwimmerinnen aller Vorläufe qualifizierten sich für die beiden Halbfinals, die einen Tag später ausgetragen wurden. Für das Finale am darauffolgenden Tag qualifizierten sich hier die acht schnellsten Starterinnen beider Läufe.

## Rekorde
Vor Beginn der Olympischen Spiele waren folgende Rekorde gültig.
| Weltrekord         | Federica Pellegrini | 1:52,98 min | Rom, Italien                   | 29. Juli 2009 |
| Olympischer Rekord | Allison Schmitt     | 1:53,61 min | London, Vereinigtes Königreich | 31. Juli 2012 |

Während der Olympischen Spiele wurde folgender Rekord gebrochen:
| Olympischer Rekord | Ariarne Titmus | 1:53,50 min | Tokio, Japan | 28. Juli 2021 |

## Vorläufe
Montag, 26. Juli 2021, 12:00 Uhr MESZ
 

### Vorlauf 1
| Platz | Bahn | Schwimmerin       | Nation     | Zeit (min)  | Anmerkung |
| ----- | ---- | ----------------- | ---------- | ----------- | --------- |
| 1     | 4    | Ieva Maļuka       | Lettland   | 2:03,75 min |           |
| 2     | 3    | Beatriz Padrón    | Costa Rica | 2:04,56 min |           |
| 3     | 5    | Gabriela Santis   | Guatemala  | 2:07,24 min |           |
| 4     | 6    | Lina Khiyara      | Marokko    | 2:08,80 min |           |
| 5     | 2    | Gabriella Doueihy | Libanon    | 2:11,29 min |           |

### Vorlauf 2
| Platz | Bahn | Schwimmerin          | Nation             | Zeit (min)  | Anmerkung |
| ----- | ---- | -------------------- | ------------------ | ----------- | --------- |
| 1     | 4    | Katie Ledecky        | Vereinigte Staaten | 1:55,28 min |           |
| 2     | 6    | Penny Oleksiak       | Kanada             | 1:55,38 min |           |
| 3     | 5    | Madison Wilson       | Australien         | 1:55,87 min |           |
| 4     | 3    | Charlotte Bonnet     | Frankreich         | 1:56,88 min |           |
| 5     | 7    | Erika Fairweather    | Neuseeland         | 1:57,26 min |           |
| 6     | 1    | Janja Šegel          | Slowenien          | 1:58,38 min |           |
| 7     | 2    | Weronika Andrussenko | ROC                | 1:59,17 min |           |
| 8     | 8    | Nguyễn Thị Ánh Viên  | Vietnam            | 2:05,30 min |           |

### Vorlauf 3
| Platz | Bahn | Schwimmerin              | Nation         | Zeit (min)  | Anmerkung |
| ----- | ---- | ------------------------ | -------------- | ----------- | --------- |
| 1     | 6    | Barbora Seemanová        | Tschechien     | 1:56,38 min |           |
| 2     | 5    | Siobhán Haughey          | Hongkong       | 1:56,48 min |           |
| 3     | 2    | Isabel Gose              | Deutschland    | 1:56,80 min |           |
| 4     | 3    | Freya Anderson           | Großbritannien | 1:56,96 min |           |
| 5     | 4    | Federica Pellegrini      | Italien        | 1:57,33 min |           |
| 6     | 7    | Walerija Salamatina      | ROC            | 1:58,33 min |           |
| 7     | 1    | Joanna Evans             | Bahamas        | 1:58,40 min |           |
| 8     | 8    | Snæfríður Jórunnardóttir | Island         | 2:00,20 min | NR        |

### Vorlauf 4
| Platz | Bahn | Schwimmerin     | Nation             | Zeit (min)  | Anmerkung |
| ----- | ---- | --------------- | ------------------ | ----------- | --------- |
| 1     | 4    | Ariarne Titmus  | Australien         | 1:55,88 min |           |
| 2     | 6    | Summer McIntosh | Kanada             | 1:56,11 min |           |
| 3     | 5    | Yang Junxuan    | China              | 1:56,17 min |           |
| 4     | 3    | Allison Schmitt | Vereinigte Staaten | 1:57,10 min |           |
| 5     | 7    | Annika Bruhn    | Deutschland        | 1:57,15 min |           |
| 6     | 1    | Andrea Murez    | Israel             | 1:58,97 min |           |
| 7     | 2    | Li Bingjie      | China              | 1:59,03 min |           |
| 8     | 8    | Elisbet Gámez   | Kuba               | 2:00,56 min |           |

### Zusammenfassung
| Platz | Vorlauf | Bahn | Schwimmerin              | Nation             | Zeit (min)  | Anmerkung |
| ----- | ------- | ---- | ------------------------ | ------------------ | ----------- | --------- |
| 1     | 2       | 4    | Katie Ledecky            | Vereinigte Staaten | 1:55,28 min |           |
| 2     | 2       | 6    | Penny Oleksiak           | Kanada             | 1:55,38 min |           |
| 3     | 2       | 5    | Madison Wilson           | Australien         | 1:55,87 min |           |
| 4     | 4       | 4    | Ariarne Titmus           | Australien         | 1:55,88 min |           |
| 5     | 4       | 6    | Summer McIntosh          | Kanada             | 1:56,11 min |           |
| 6     | 4       | 5    | Yang Junxuan             | China              | 1:56,17 min |           |
| 7     | 3       | 6    | Barbora Seemanová        | Tschechien         | 1:56,38 min |           |
| 8     | 3       | 5    | Siobhán Haughey          | Hongkong           | 1:56,48 min |           |
| 9     | 3       | 2    | Isabel Gose              | Deutschland        | 1:56,80 min |           |
| 10    | 2       | 3    | Charlotte Bonnet         | Frankreich         | 1:56,88 min |           |
| 11    | 3       | 3    | Freya Anderson           | Großbritannien     | 1:56,96 min |           |
| 12    | 4       | 3    | Allison Schmitt          | Vereinigte Staaten | 1:57,10 min |           |
| 13    | 4       | 7    | Annika Bruhn             | Deutschland        | 1:57,15 min |           |
| 14    | 2       | 7    | Erika Fairweather        | Neuseeland         | 1:57,26 min |           |
| 15    | 3       | 4    | Federica Pellegrini      | Italien            | 1:57,33 min |           |
| 16    | 3       | 7    | Walerija Salamatina      | ROC                | 1:58,33 min |           |
| 17    | 2       | 1    | Janja Šegel              | Slowenien          | 1:58,38 min |           |
| 18    | 3       | 1    | Joanna Evans             | Bahamas            | 1:58,40 min |           |
| 19    | 4       | 1    | Andrea Murez             | Israel             | 1:58,97 min |           |
| 20    | 4       | 2    | Li Bingjie               | China              | 1:59,03 min |           |
| 21    | 2       | 2    | Weronika Andrussenko     | ROC                | 1:59,17 min |           |
| 22    | 3       | 8    | Snæfríður Jórunnardóttir | Island             | 2:00,20 min | NR        |
| 23    | 4       | 8    | Elisbet Gámez            | Kuba               | 2:00,56 min |           |
| 24    | 1       | 4    | Ieva Maļuka              | Lettland           | 2:03,75 min |           |
| 25    | 1       | 3    | Beatriz Padrón           | Costa Rica         | 2:04,56 min |           |
| 26    | 2       | 8    | Nguyễn Thị Ánh Viên      | Vietnam            | 2:05,30 min |           |
| 27    | 1       | 5    | Gabriela Santis          | Guatemala          | 2:07,24 min |           |
| 28    | 1       | 6    | Lina Khiyara             | Marokko            | 2:08,80 min |           |
| 29    | 1       | 2    | Gabriella Doueihy        | Libanon            | 2:11,29 min |           |

## Halbfinale
Dienstag, 27. Juli 2021, 3:30 Uhr MESZ

### Lauf 1
| Platz | Bahn | Schwimmerin         | Nation             | Zeit (min)  | Anmerkung |
| ----- | ---- | ------------------- | ------------------ | ----------- | --------- |
| 1     | 5    | Ariarne Titmus      | Australien         | 1:54,82 min |           |
| 2     | 6    | Siobhán Haughey     | Hongkong           | 1:55,16 min |           |
| 3     | 3    | Yang Junxuan        | China              | 1:55,98 min |           |
| 4     | 4    | Penny Oleksiak      | Kanada             | 1:56,39 min |           |
| 5     | 7    | Allison Schmitt     | Vereinigte Staaten | 1:56,87 min |           |
| 6     | 2    | Charlotte Bonnet    | Frankreich         | 1:57,35 min |           |
| 7     | 8    | Walerija Salamatina | ROC                | 1:58,98 min |           |
| 8     | 1    | Erika Fairweather   | Neuseeland         | 1:59,14 min |           |

### Lauf 2
| Platz | Bahn | Schwimmerin         | Nation             | Zeit (min)  | Anmerkung |
| ----- | ---- | ------------------- | ------------------ | ----------- | --------- |
| 1     | 4    | Katie Ledecky       | Vereinigte Staaten | 1:55,34 min |           |
| 2     | 6    | Barbora Seemanová   | Tschechien         | 1:56,44 min | NR        |
| 3     | 8    | Federica Pellegrini | Italien            | 1:56,44 min |           |
| 4     | 5    | Madison Wilson      | Australien         | 1:56,58 min |           |
| 5     | 3    | Summer McIntosh     | Kanada             | 1:56,82 min |           |
| 6     | 2    | Isabel Gose         | Deutschland        | 1:57,07 min |           |
| 7     | 7    | Freya Anderson      | Großbritannien     | 1:57,10 min |           |
| 8     | 1    | Annika Bruhn        | Deutschland        | 1:57,62 min |           |

### Zusammenfassung
| Platz | Vorlauf | Bahn | Schwimmerin         | Nation             | Zeit (min)  | Anmerkung |
| ----- | ------- | ---- | ------------------- | ------------------ | ----------- | --------- |
| 1     | 1       | 5    | Ariarne Titmus      | Australien         | 1:54,82 min |           |
| 2     | 1       | 6    | Siobhán Haughey     | Hongkong           | 1:55,16 min |           |
| 3     | 2       | 4    | Katie Ledecky       | Vereinigte Staaten | 1:55,34 min |           |
| 4     | 1       | 3    | Yang Junxuan        | China              | 1:55,98 min |           |
| 5     | 2       | 6    | Barbora Seemanová   | Tschechien         | 1:56,14 min | NR        |
| 6     | 1       | 4    | Penny Oleksiak      | Kanada             | 1:56,39 min |           |
| 7     | 2       | 8    | Federica Pellegrini | Italien            | 1:56,44 min |           |
| 8     | 2       | 5    | Madison Wilson      | Australien         | 1:56,58 min |           |
| 9     | 2       | 3    | Summer McIntosh     | Kanada             | 1:56,82 min |           |
| 10    | 1       | 7    | Allison Schmitt     | Vereinigte Staaten | 1:56,87 min |           |
| 11    | 2       | 2    | Isabel Gose         | Deutschland        | 1:57,07 min |           |
| 12    | 2       | 7    | Freya Anderson      | Großbritannien     | 1:57,10 min |           |
| 13    | 1       | 2    | Charlotte Bonnet    | Frankreich         | 1:57,35 min |           |
| 14    | 2       | 1    | Annika Bruhn        | Deutschland        | 1:57,62 min |           |
| 15    | 1       | 8    | Walerija Salamatina | ROC                | 1:58,98 min |           |
| 16    | 1       | 1    | Erika Fairweather   | Neuseeland         | 1:59,14 min |           |

## Finale
Mittwoch, 28. Juli 2021, 3:41 Uhr MESZ

| Platz | Bahn | Schwimmerin         | Nation             | Zeit (min)  | Anmerkung |
| ----- | ---- | ------------------- | ------------------ | ----------- | --------- |
| 1     | 4    | Ariarne Titmus      | Australien         | 1:53,50 min | OR        |
| 2     | 5    | Siobhán Haughey     | Hongkong           | 1:53,92 min | AR        |
| 3     | 7    | Penny Oleksiak      | Kanada             | 1:54,70 min |           |
| 4     | 6    | Yang Junxuan        | China              | 1:55,01 min |           |
| 5     | 3    | Katie Ledecky       | Vereinigte Staaten | 1:55,21 min |           |
| 6     | 2    | Barbora Seemanová   | Tschechien         | 1:55,45 min | NR        |
| 7     | 1    | Federica Pellegrini | Italien            | 1:55,91 min |           |
| 8     | 8    | Madison Wilson      | Australien         | 1:56,39 min |           |